# Heimatmuseum Merzenich

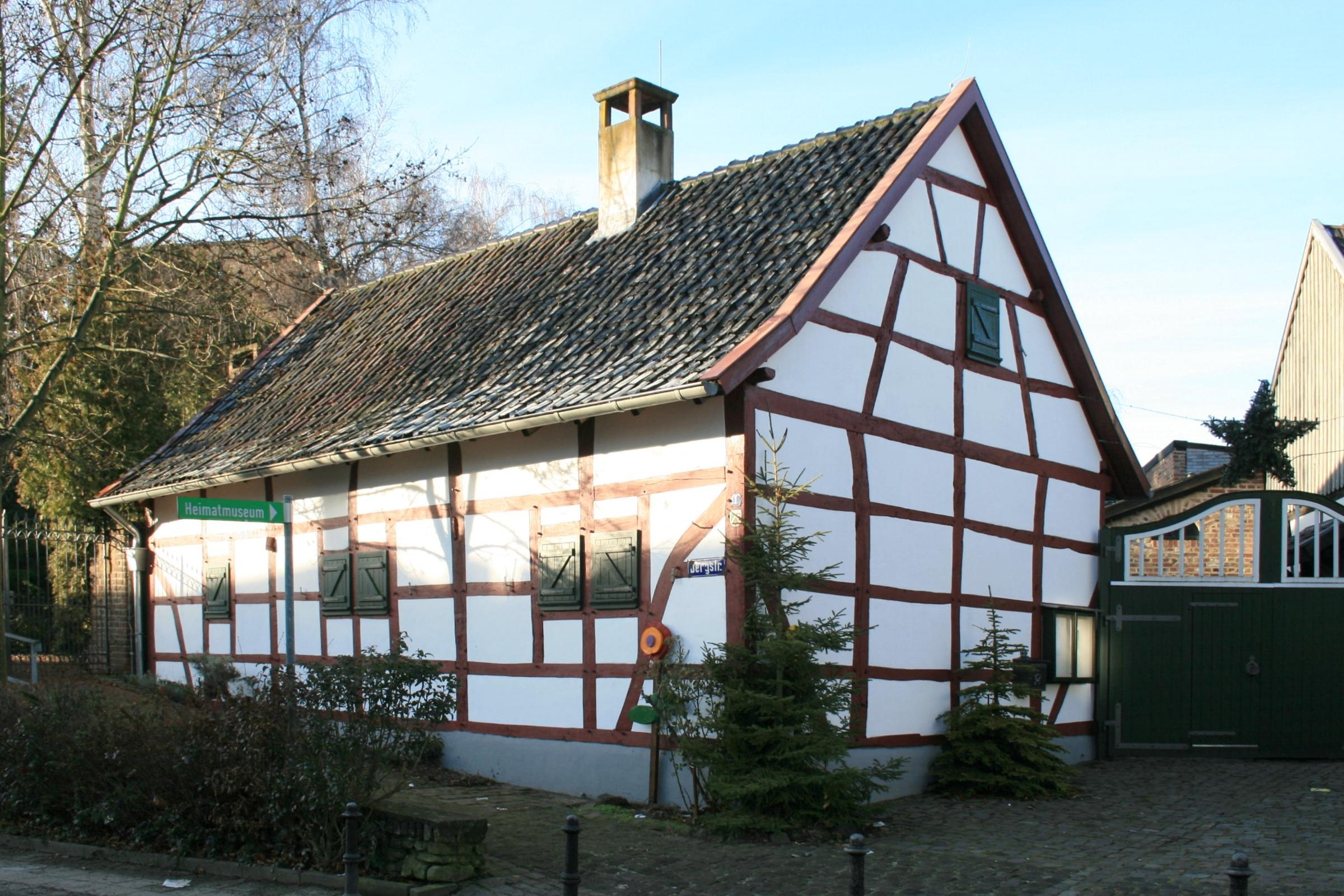

Das Heimatmuseum Merzenich befindet sich in Merzenich, Kreis Düren, Nordrhein-Westfalen.
Das Museum wurde am 5. Juni 1988 eröffnet. Es wurde von den Mitgliedern des Heimat- und Geschichtsvereines in der Hofanlage Engelen eingerichtet. Diese Anlage wurde bereits 1688 erstmals erwähnt und war bis 1983 noch bewohnt. Der Hof steht seit dem 16. Februar 1984 unter Denkmalschutz.
In dem alten Fachwerkhaus wurden zwei Zimmer mit Originalmöblierung sowie mit Backstube und Räucherkammer hergerichtet. Zusätzlich können eine Schmiede- und eine Schusterwerkstatt sowie eine Mühle in der Scheune besichtigt werden.
Für die Bemühungen zur Errichtung des Museums verlieh der Landschaftsverband Rheinland an die Mitglieder des Geschichts- und Heimatvereins am 12. September 1989 den Rheinlandtaler.